# حمام باغ نشاط
حمام باغ نشاط یکی از حمام‌های تاریخی شهر لارستان می‌باشد که در شمال عمارت باغ نشاط واقع شده‌است. این بنا هم‌اکنون به‌دلیل تخریب برخی از بخش‌های آن نیازمند مرمت است. دیوارهای حمام باغ نشاط به‌شکل ماهرانه‌ای نقاشی شده‌اند و بر زیبایی آن افزوده‌اند.